# Aubin-Saint-Vaast
Aubin-Saint-Vaast – miejscowość i gmina we Francji, w regionie Hauts-de-France, w departamencie Pas-de-Calais.
Według danych na rok 1990 gminę zamieszkiwało 710 osób, a gęstość zaludnienia wynosiła 106 osób/km² (wśród 1549 gmin regionu Nord-Pas-de-Calais Aubin-Saint-Vaast plasuje się na 663. miejscu pod względem liczby ludności, natomiast pod względem powierzchni na miejscu 537.).